# Iskolai szegregáció
Az iskolai szegregáció (latin segrego = elkülönít, elválaszt, eltávolít, elvon) lényege, hogy különböző származású, szociális hátterű, vallású, anyanyelvű diákokat elkülönítve oktatnak. Ennek többféle oka lehet: a lakóhelyi elkülönülés és a területi alapon szerveződő oktatás kettőse, vagy eltérő nyelvhasználat (ha az adott csoporthoz tartozó gyermekek/diákok anyanyelve eltér a többségi intézményben használt oktatási nyelvtől).  Az is előfordulhat, hogy a többséghez viszonyítva alacsonyabb fejlettségi szintet tulajdonítanak nekik, vagy pedig azt gondolják, hogy akadályozzák a többi gyerek előrehaladását.

## Magyarországon

### Az elkülönítés arányai
Az oktatási szegregáció fogalma Magyarországon elsősorban a roma gyerekek elkülönítésével kapcsolatban merül fel.
Az ország általános iskoláiban 2002-ben legalább 3000 roma többségű osztály volt, legalább 1200-ba csak romák jártak. Az 1980-as évek elején 150 ilyen osztályt tartottak számon.
A roma tanulók aránya a teljes általános iskolás népességben időközben nagyjából a duplájára nőtt, a  cigányosztályok száma viszont a nyolcszorosára.
Az általános iskolákban nagyjából minden harmadik roma tanulót oktatnak szélsőségesen szegregált körülmények között, vagyis külön bejáratú épületrészekben, vagy külön tantermekben, esetleg eltérő étkeztetési időpontokkal, külön mosdó használatra kötelezve őket.
A külön osztályok működtetése mellett az elkülönítés további módjai a magántanulóvá minősítés és a sajátos nevelési igényű (wikilink), gyógypedagógiai osztályok létrehozása.
2004-ben a teljes általános iskolás népesség 3,6%-a tanult ilyen osztályokban. A roma általános iskolások körében a kutatási eredmények  és Kemény István és Janky Béla 2003. évi országos reprezentatív vizsgálata alapján az arány legalább 15%-ra tehető.
A sajátos nevelési igényűvé minősítés magas arányaiban jelentős szerepet játszanak a fenntartói és intézményi finanszírozási érdekek. Az ebbe a kategóriába sorolt tanulók után ugyanis két és félszer magasabb összegű normatív költségvetési hozzájárulást kapnak az iskolák. 
Az esetek túlnyomó többségében ez a plusz beolvad az iskola költségvetésébe: vagy nem az érintett gyermekekre fordítják, vagy kizárólag az elkülönítés többletköltségeinek (pl. lényegesen kisebb létszámú osztályok működtetése) a fedezését szolgálja. A gyógypedagógiai tagozatot is működtető általános iskolák 93,4%-ában történt ez így.  
Az intézmények 30,4%-ában a tantestület egyetlen tagja sem rendelkezett gyógypedagógus végzettséggel, és az érintett iskolák 27,2%-ában a jogszabályban megengedettnél több osztályt tanítottak összevontan.

### Roma gyerekek sajátos nevelési igényűvé minősítése
Egy 2001-es kísérlet alkalmával sajátos nevelési igényűvé minősített, elkülönítetten tanuló, roma származású gyerekeket hónapokig teszteltek és a vizsgálat során kiderült, hogy a 29 fős, másodikos osztály 86%-a (25 fő) probléma nélkül tudja teljesíteni a normál tantervű oktatásban részesülő, párhuzamos osztállyal szemben támasztott követelményeket. Ugyanezen kutatás kapcsán 129 roma szülővel mélyinterjúkat készítettek, melyekből kiderült, hogy a szülők tudják, hogy az iskolában megkülönböztetik a gyerekeiket, és hogy nem kapnak megfelelő felkészítést a továbbtanulásukhoz, és szeretnék, ha gyermekeik ugyanolyan minőségű tananyaghoz és pedagógiai segítséghez jutnának, mint nem roma társaik.

### Az iskolai lemorzsolódás és a szegregáció viszonya
Azok között a roma és nem roma tanulók között, akiknek a 8. évfolyamon mért eredményei nem különböztek egymástól, és az általános iskolában osztálytársai is voltak egymásnak, 16%-kal kisebb a lemorzsolódási esélykülönbség, mint a szegregált osztályokból kikerülő diákok esetében. 
A nem roma fiatalok 9%-a, roma diákok közül pedig majdnem minden második (48%) zárja sikertelenül középiskolai pályafutását. A társadalmi elszigeteltség különböző formái tehát nagyon jelentősen növelik a lemorzsolódás esélyét. 
Mindezek ellenére egy 2013-as közvélemény kutatás szerint megjelent közvélemény kutatás adatai szerint a pedagógusok és a lakosság döntő többsége is híve a roma és nem roma gyermekek közötti korai szelekciónak.

### Antiszegregációs oktatáspolitika Magyarországon
2002 és 2010 között a magyar oktatáspolitika egyik kiemelt területe volt az oktatási integráció és az „álfogyatékosság”, a fogyatékossá minősítéssel való visszaélések visszaszorítása. Mégis, a gyöngyöspatai eset kapcsán elmondható, és erről jogerős birói végzés született, hogy ebben a városban, 2004 és 2011 között különválasztották a rosszabb képességű gyerekeket a többiektől megvalósitották a különoktatást.
A 2010 utáni oktatáspolitika szakított az integrációs oktatáspolitikával. Balog Zoltán, az Emberi Erőforrások Minisztériuma volt vezetője (korábban a Közigazgatási és Igazságügyi Minisztérium Társadalmi Felzárkózásért Felelős Államtitkára) azt az álláspontot hangsúlyozta, hogy bizonyos esetekben a „szeretetteljes elkülönítés” a hatékony megoldás. 
Az elmúlt tíz évben a helyzet nem mutatott jelentős javulást. 2018–2019-ben egy országos, stratégiai jelentőségű perben, amely huszonnyolc iskolát érintett, a bíróság megállapította, hogy az illetékes oktatási szervek elmulasztották a fellépést a szegregáció ellen, ezzel megsértve az egyenlő bánásmód törvényi előírásait. Ugyanezen időszakban számos más ítélet is született, amelyek szerint a helyi hatóságok és az érintett iskolák is felelősek voltak a roma tanulók jogellenes elkülönítéséért.
A gimnáziumi férőhelyek számának, illetve a tankötelesség korhatárának csökkentése, valamint a köznevelési törvény „szeretetteljes elkülönítést” lehetővé tevő módosítása egyes vélemények szerint nagyban befolyásolják majd az általános iskolai végzettség megszerzésében és a középiskolai tanulmányok megkezdésében mutatkozó trendek további erősödését és a szülők oktatási rendszerrel szembeni bizalmatlanságának csökkenését.